# Cuatresia
Cuatresia é um género botânico pertencente à família Solanaceae.

## Espécies
- Cuatresia colombiana
- Cuatresia cuspidata
- Cuatresia exiguiflora

1. ↑  «Cuatresia — World Flora Online». www.worldfloraonline.org. Consultado em 19 de agosto de 2020